# Ходарское сельское поселение
Хода́рское се́льское поселе́ние (чув. Хутар ял тӑрӑхӗ) — упразднённое муниципальное образование в Шумерлинском районе Чувашии.
Административный центр — село Ходары.
Законом Чувашской Республики от 14.05.2021 № 31 к 24 мая 2021 году упразднено в связи с преобразованием Шумерлинского района в муниципальный округ.

## География
Расположено на берегах реки Эскедень, притока Большого Цивиля, в Шумерлинском районе.
Ходарское сельское поселение расположено в 17 км от административного центра муниципального района.

## Население
| 2010 | 2012  | 2013  | 2014  | 2015  | 2016  | 2017  |
| ---- | ----- | ----- | ----- | ----- | ----- | ----- |
| 1173 | ↗1180 | ↘1145 | ↘1122 | ↘1095 | ↘1072 | ↘1045 |
| 2018 | 2019  | 2020  | 2021  |       |       |       |
| ↘992 | ↘939  | ↘875  | ↘839  |       |       |       |

## Состав сельского поселения
| № | Населённый пункт | Тип населённого пункта       | Население |
| - | ---------------- | ---------------------------- | --------- |
| 1 | Пилешкасы        | деревня                      | ↗157      |
| 2 | Тугасы           | деревня                      | ↗200      |
| 3 | Ходары           | село, административный центр | ↗630      |
| 4 | Яндаши           | деревня                      | ↗345      |

## Экономика

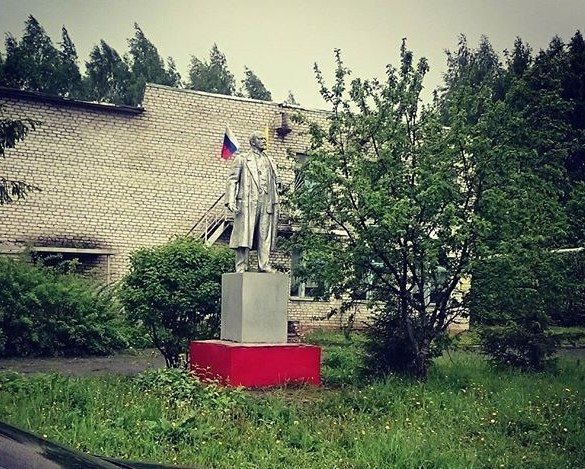
Памятник Ленину в Ходарах

На территории сельского поселения расположены:
- СХПК им. Ленина;
- Филиал Шумерлинского отделения сбербанка России;
- Ходарское отделение связи.

## Социальная сфера
- МОУ «Ходарская гимназия»;

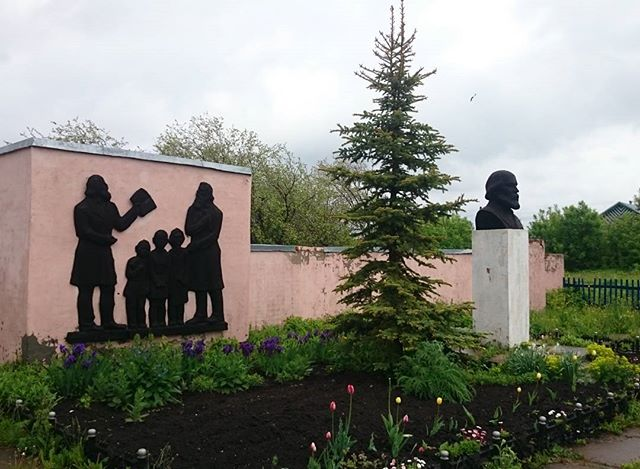
Бюст Ильи Ульянова в Ходарах

- Ходарская сельская модельная библиотека;
- Ходарская сельская врачебная амбулатория.